# Pararge minusoculata
Pararge minusoculata är en fjärilsart som beskrevs av Ruggero Verity 1953. Pararge minusoculata ingår i släktet Pararge och familjen praktfjärilar. Inga underarter finns listade i Catalogue of Life.